# 布尔拉茨凯 (扎波罗热州)
47°34′32″N 36°37′9″E / 47.57556°N 36.61917°E
布爾拉茨凯（烏克蘭語：Бурлацьке）是位於烏克蘭東南部的村莊，由扎波羅熱州波洛希區的費多里夫卡市鎮負責管轄。該村始建於1800年，面積0.88平方公里，海拔高度162米，2001年人口68，人口密度每平方公里77.5人。